# حصار بلغراد (1717)
حصار بلغراد كانت محاولة ناجحة من قبل القوات النمساوية بقيادة يوجين من سافوي في الاستيلاء على مدينة بلغراد ذات الأهمية الاستراتيجية من الإمبراطورية العثمانية. حدث الحصار خلال الحرب العثمانية - البندقية (1714-1718) وبعد مرور عام من معركة بتروفارادين. سعى السلطان أحمد الثالث إلى السلام وتم توقيع معاهدة باساروفجا التي بموجبها سلمت الدولة العثمانية بلغراد وبانات للنمسا.

## أنظر أيضا
- خمبرەجي أحمد باشا.